# Gulfstream IV
Gulfstream IV (GIV lub G4) – rodzina amerykańskich odrzutowych samolotów pasażerskich produkowanych przez Gulfstream Aerospace (obecnie należy do General Dynamics). Produkcja seryjna samolotu w podstawowej wersji G400 została zakończona w roku 2003. 
 Obecnie GIV są użytkowane jako samoloty dyspozycyjne (do transportu osobistości) lub patrolowe przez rządy i siły powietrzne 15 państw, a także przez firmy i osoby prywatne oraz linie lotnicze specjalizujące się w luksusowych czarterach.

## Konstrukcja
Gulfstream IV jest wersją rozwojową produkowanego do 1986 samolotu Gulfstream III, ma zarazem podobne wymiary i osiągi, jednakże jest od niego nieco dłuższy, posiada o 20% mocniejszy napęd i jest nieco lżejszy przez co udało się zwiększyć zasięg o ponad 800 km i maksymalną masę startową o ponad 1,5 ton.
Gulfstream IV jest całkowicie metalowym, wolnonośnym dolnopłatem o dwóch silnikach turbowentylatorowych umieszczonych na ogonie maszyny. Skrzydło trapezowe, o dodatnim skosie i lekkim wzniosie, na końcu złamane tworząc stosunkowo duży, znacznie podniesiony winglet, zmniejszający zawirowania i opór aerodynamiczny skrzydła, a przez to wpływający korzystnie na osiągi, w szczególności zużycie paliwa i długość rozbiegu samolotu.

## Historia
Początek lat 80. był okresem bardzo szybkiego rozwoju firmy Gulfstream Aerospace, która w roku 1981 zatrudniała 2500 pracowników i zadebiutowała na giełdzie. Ze względu na duży sukces, jaki odniosły GII i GIII, rozpoczęto pracę nad nową, udoskonaloną wersją tej linii. Miał być nią samolot o jeszcze lepszych osiągach, charakteryzujący się międzykontynentalnym zasięgiem. W [1983] rozpoczęto prace projektowe, zaś pierwszy prototyp gotowy był już dwa lata później. 

Gulfstream IV odbył pierwszy lot testowy 19 września 1985 roku, potwierdzając nim planowane wysokie osiągi i pokładane nadzieje na komercyjny sukces. Były one na tyle duże, że firma postanowiła zakończyć produkcję seryjną cywilnych wersji wcześniejszych modeli, po wprowadzeniu GIV.
Prace nad samolotem trwały jednak nadal. W kwietniu 1987 roku otrzymał on certyfikację amerykańskiego Federalnego Zarządu Lotnictwa (FAA) i w tym samym roku do eksploatacji wszedł pierwszy samolot, o numerze seryjnym 1000. Projekt był dalej rozwijany. Zaprojektowany został samolot do celów specjalnych GIV-SP (SP - Special purpose lub Special performance), który różnił się przede wszystkim nieznacznie podniesioną masą startową. Pierwszy egzemplarz GIV został wprowadzony wyprodukowany w roku 1993 i był 214 egzemplarzem GIV. Począwszy od egzemplarza o numerze seryjnym 1500 (500 wyprodukowany samolot) zyskał on oznaczenie G400, według nowego systemu oznaczeń Gulfstream.
W roku 2001 rozpoczęto prace nad unowocześnioną wersją GIV-SP, noszącą robocze oznaczenie SP-X. Samolot został między innymi wydłużony o 35 cm i otrzymał nowe oznaczenie G450. Był on dalej rozwijany. Na jego podstawie stworzono zaprezentowany w 2003 roku G-550, który wraz G500 stał się wariantem kolejnej serii - Gulfstream V.
Od 2004 G450 zastąpił w produkcji seryjnej G400 i jest w tej wersji produkowany do dziś. G450 został wyposażony w nową awionikę, na którą składają się przede wszystkim 4 14-calowe wyświetlacze LCD oraz wyświetlacze przezierne typu HUD.
Wszedł on do eksploatacji w roku 2005 i był przede wszystkim konkurencją dla maszyn Dassault Falcon 900 i Bombardier Global 5000.
W 2002 zaprezentowany został G-400 o obniżonym zasięgu, będący przede wszystkim konkurencją dla serii Citation rozwijanej przez Cessnę. Wersja ta otrzymała oznaczenie G300. Drugą wersją o mniejszym zasięgu był G350 stworzony na podstawie G550. Został on zaaprobowany przez FAA w 2004.

## Wersje
Obecnie firma Gulfstream oferuje 2 modele G-IV. G350 i G450. Samoloty typu Gulfstream G400 i mniejsze G300 zostały wycofane z produkcji seryjnej, podobnie jak pierwsze samoloty oznaczone jeszcze jako G-IV i GIV-S.
|                                 | GIV                            | GIV-SP                         | G350                           | G450                           |
| ------------------------------- | ------------------------------ | ------------------------------ | ------------------------------ | ------------------------------ |
| Załoga                          | 2 pilotów                      | 2 pilotów                      | 2 pilotów                      | 2 pilotów                      |
| Liczba miejsc                   | 14-19                          | 14-19                          | 12-19                          | 12-19                          |
| Długość                         | 26,7 m                         | 26,7 m                         | 27,2 m                         | 27,2 m                         |
| Rozpiętość                      | 23,7 m                         | 23,7 m                         | 23,7 m                         | 23,7 m                         |
| Wysokość                        | 7,44 m                         | 7,44 m                         | 7,67 m                         | 7,67 m                         |
| Maksymalna masa startowa (MTOW) | 33 200 kg                      | 33 800 kg                      | 32 200 kg                      | 33 500 kg                      |
| Masa własna                     | 16 100 kg                      | 16 100 kg                      | 19 400 kg                      | 19 500 kg                      |
| Prędkość przelotowa             | 0,80 Ma (850 km/h, 460 węzłów) | 0,80 Ma (850 km/h, 460 węzłów) | 0,80 Ma (850 km/h, 460 węzłów) | 0,80 Ma (850 km/h, 460 węzłów) |
| Prędkość maksymalna             | 0,88 Ma (935 km/h, 505 węzłów) | 0,88 Ma (935 km/h, 505 węzłów) | 0,88 Ma (935 km/h, 505 węzłów) | 0,88 Ma (935 km/h, 505 węzłów) |
| Zasięg                          | 7820 km                        | 7820 km                        | 7040 km                        | 8060 km                        |
| Pułap przelotowy                | 13 700 m                       | 13 700 m                       | 13 700 m                       | 13 700 m                       |
| Engines (×2)                    | Rolls-Royce Tay 611-8          | Rolls-Royce Tay 611-8          | Rolls-Royce Tay 611-8C         | Rolls-Royce Tay 611-8C         |
| Ciąg (×2)                       | 61,6 kN                        | 61,6 kN                        | 61,6 kN                        | 61,6 kN                        |

### G350 i G450
G350 jest bardzo zbliżony pod względem wielkości kabiny do pozostałych samolotów G-IV, lecz jest samolotem o zmniejszonym zasięgu. Z 8 pasażerami i dwuosobową załogą może on przelecieć 7 038 km przy prędkości przelotowej 0,80Ma.
G450 jest bardzo zbliżony do G350, jednakże jest wersją o przedłużonym zasięgu, który wynosi 8060 km dla prędkości 0,8Ma, przy czym maksymalna maszyna rozpędza się do prędkości 0,88Ma.

Modyfikacje płatowca samolotu są nieznaczne w stosunku do G400, taka sama jest konstrukcja i powierzchnia skrzydła. Nieznaczne różnice dotyczą mechanizacji i trymerowania samolotu. 

Kokpit samolotu jest w przeciwieństwie do poprzednich wersji stosunkowo duży i przestronny ze względu na przesunięcie o około metr do tyłu drzwi i wydłużenie kadłuba o około 30 cm. Wyposażenie kokpitu jest identyczne jak w G350. Przy czym G450 jako pierwszy samolot Gulfstream otrzymał wyświetlacz przezierny HUD skorelowany z kamerą termowizyjną, umieszczoną na zewnątrz kadłuba pod noskiem samolotu. Służy ona wykrywaniu zmian pogody i dostarcza systemom maszyny danych, które są korelowane z radarem pogodowym.

Kokpit samolotu stworzony w technologii PlaneView wyposażony jest tak samo jak w przypadku dalekosiężnych G500 i G550. Szklany kokpit maszyny oparty jest na 12 zintegrowanych wyświetlaczach, w tym 4 głównych 14-calowych ekranach LCD (tradycyjnie po dwa - "inboard" i "outboard" przypisane są kapitanowi i drugiemu pilotowi). Wyświetlają one dane z systemu nawigacyjnego Honeywell Primus Epic w interfejsie nawigacji interaktywnej Interactive Navigation INAV.
System nawigacyjny składa się z modułów GPS i INS przy czym dzięki zastosowaniu technologii WAAS (dodatkowy system satelitów geostacjonarnych dostępnych jedynie nad USA) dokładność GPS wynosi zaledwie 7m. Ponadto samolot może w oparciu o ten system wykonywać w pełni zautomatyzowane podejścia według reguł ILS kategorii 1 na lotniskach w ogóle nie wyposażonych w ILS..
PlaneView posiada również Zintegrowany System Ostrzegania o Bliskości terenu I-EPGWS a także wewnętrzny moduł autopilota i automat ciągu.

Najważniejsze cechy systemu awioniki G350/450 łączą się ściśle z zadaniami jakie stawiane są przed tej klasy samolotem dyspozycyjnym. Po pierwsze ma on dotrzeć w każde miejsce na ziemi i operować również z mniejszych lotnisk, co wymaga szczególnego nacisku na planowanie lotu. Służy temu system graficznego planowania lotu GFP ściśle zintegrowany ze znajdującymi się na sterownicy wolantu manetkami Urządzenia Kontroli Kursora CCD. Pozwala on swobodnie zmieniać widok i przesuwać kursor po mapie wyświetlonej na ekranie LCD i wskazywać punkty, które zostaną użyte w procesie automatycznego planowania lotu. Po drugie samolot ma być w pełni przystosowany do wykorzystywania zalet nawigacji obszarowej. Służy do tego wbudowana cyfrowa baza danych kart Jeppesen, dzięki której pilot może oglądać cyfrową postać karty nawigacyjnej lub karty podejścia z oznaczoną już na niej pozycją samolotu. Dzięki temu bieżące nawigowanie maszyny jest znacznie łatwiejsze, niż przy użyciu wydrukowanej karty trzymanej w rękach, lub przypiętej w sterownicy albo nakolanniku.

Poza systemem CCD do wprowadzania danych mogą służyć także trzy zintegrowane panele potrojonego systemu zarządzania lotem FMS. 

Wnętrze kabiny pasażerskiej podzielone jest na trzy części, w których znajduje się łącznie 16 foteli o podwyższonym standardzie. Obecnie firma Gulfstream Aerospace oferuje 6 różnych wariantów wnętrza maszyny, dostosowanych do indywidualnych potrzeb klientów. Najbardziej komfortowa wersja wyposażona jest w 12 foteli.
W czasie projektowania samolotu poza luksusowym wyposażeniem komfort pasażerom zapewnia trój-strefowa klimatyzacja, która w praktyce pozwala uzyskać inną temperaturę w każdej części kabiny. Sprawność klimatyzacji pozwala także na utrzymanie znacznie wyższego ciśnienia, niż standardowo wymagane w samolotach pasażerskich, równego panującemu na mniejszych wysokościach, niż ma to miejsce w samolotach innych producentów, przez co powietrze jakim oddychają pasażerowie ma właściwości znacznie bardziej zbliżone do tego, którym oddycha się na ziemi.
Wzniesienie się do pułapu 12 500m zajmuje samolotom G350/450 około 20 minut. Samolot certyfikowany jest do lotów na poziomie 450 (13 716m). Jest to bardzo ważny parametr biorąc pod uwagę zastosowanie maszyny. Po pierwsze na wyższym pułapie maszyna może osiągać wyższą prędkość, zaś za sprawą mniejszej gęstości powietrza zmniejszeniu ulega zużycie paliwa, co zwiększa zasięg i zmniejsza koszty przelotu. Po drugie większy pułap, wyższy niż większości innych samolotów pasażerskich wpływa na zmniejszenie czasu przelotu za sprawą braku konieczności stałego utrzymania separacji z innymi statkami powietrznymi, ponieważ wysokość na której lata G350/450 jest poziomem znacznie mniej zatłoczonym, niż znajdujące się niżej. Dzięki temu nie ma konieczności zmiany kierunku lotu, ani wysokości w celu stałego wypracowywania pionowej i poziomej separacji z innymi samolotami. Ponadto daje to możliwość znacznie większego wykorzystania istniejących w powietrzu skrótów według zasad nawigacji obszarowej (RNAV). Samolot nie musi trzymać się wyznaczonych korytarzy powietrznych, lecz za zgodą kontroli lotów może lecieć od jednego do drugiego punktu w przestrzeni powietrznej, po linii prostej, bez konieczności mijania pozostałych punktów wyznaczonych na trasie. Na wyższym pułapie jest to znacznie bezpieczniejsze i nie wymaga od kontrolera szczególnego nadzoru nad samolotem, co konieczne jest przy tego typu przelotach na mniejszych wysokościach.
Maszyny wyposażone są w silniki Rolls-Royce Tay 611-8C. Na tle wcześniejszych wersji 611-8 posiadają one zmodyfikowaną turbinę, o większej wydajności, przez co obniżone jest zużycie paliwa. Silniki zostały wyposażone także w Całkowicie Automatyczny Cyfrowy System Sterowania Silnikiem FADEC. System kontroluje wszystkie parametry silnika, a także reguluje wszystkie procesy w nim zachodzące. Przez to zmniejsza on zużycie paliwa, stabilizuje jego pracę oraz dostarcza bardzo wielu danych na temat jego rzeczywistego stanu technicznego, co wpływa na wydłużenie resursu silnika między przeglądami do 12 000 godzin pracy.

### C-20

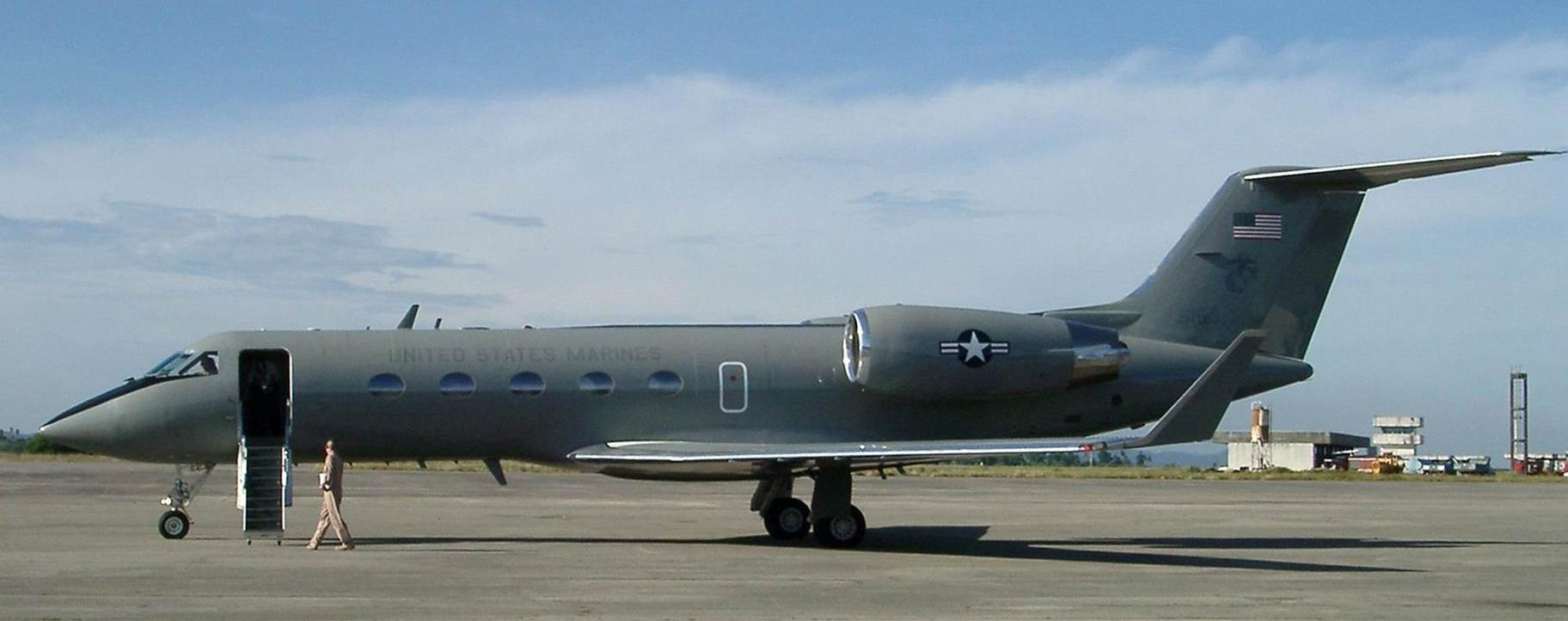
C-20 United States Marines

Samoloty Gulfstream GIII otrzymały w Siłach Powietrznych USA oznaczenie C-20 (służyły więc jako samoloty transportowe), natomiast kolejne warianty serii oznaczano literami A, B, C, D i E. Pomimo wyszczególnienia GIV jako nowej grupy maszyn, Departament Obrony Stanów Zjednoczonych zdecydował o pozostaniu przy oznaczeniu C-20, dodając do kolejnych wprowadzanych do eksploatacji wersji litery F, G, H oraz J.
Wersja F używana jest przez United States Army i pełni tam dwie podstawowe funkcje - latającego punktu dowodzenia oraz szybkiego samolotu łącznikowego. 

Wersja G znalazła zastosowanie w United States Navy i jest to dotychczas najbardziej wielozadaniowy wariant Gulfstream IV. W przeciwieństwie do wersji cywilnych nie posiada ona dodatkowych udogodnień, a dzięki obniżonemu komfortowi udało się uzyskać znacznie większą liczbę miejsc - 26. Wariant ten służy do szybkiego transportu żołnierzy, ale może być również skonfigurowany do przewozu ładunku (po zdemontowaniu foteli wewnątrz przestrzeni ładunkowej), albo do transportu zarówno pasażerów, jak i ładunku. Bez pasażerów C-20G przewozi 3 palety ładunku, z 8 pasażerami 2 palety, a z 14 jedną paletę. Hydrauliczne drzwi do wnętrza kabiny zainstalowane są w prawej burcie samolotu.
C-20G są także eksploatowane przez United States Marine Corps oraz przez jedną jednostkę United States Air Force.
Pozostałe dwie wersje wojskowe pełnią taką samą rolę, jak C-20F, a także służą do transportu osobistości. Przy czym C-20H znajduje się na stanie Armii, podczas gdy C-20J używany jest przez siły powietrzne.

### Badanie huraganów

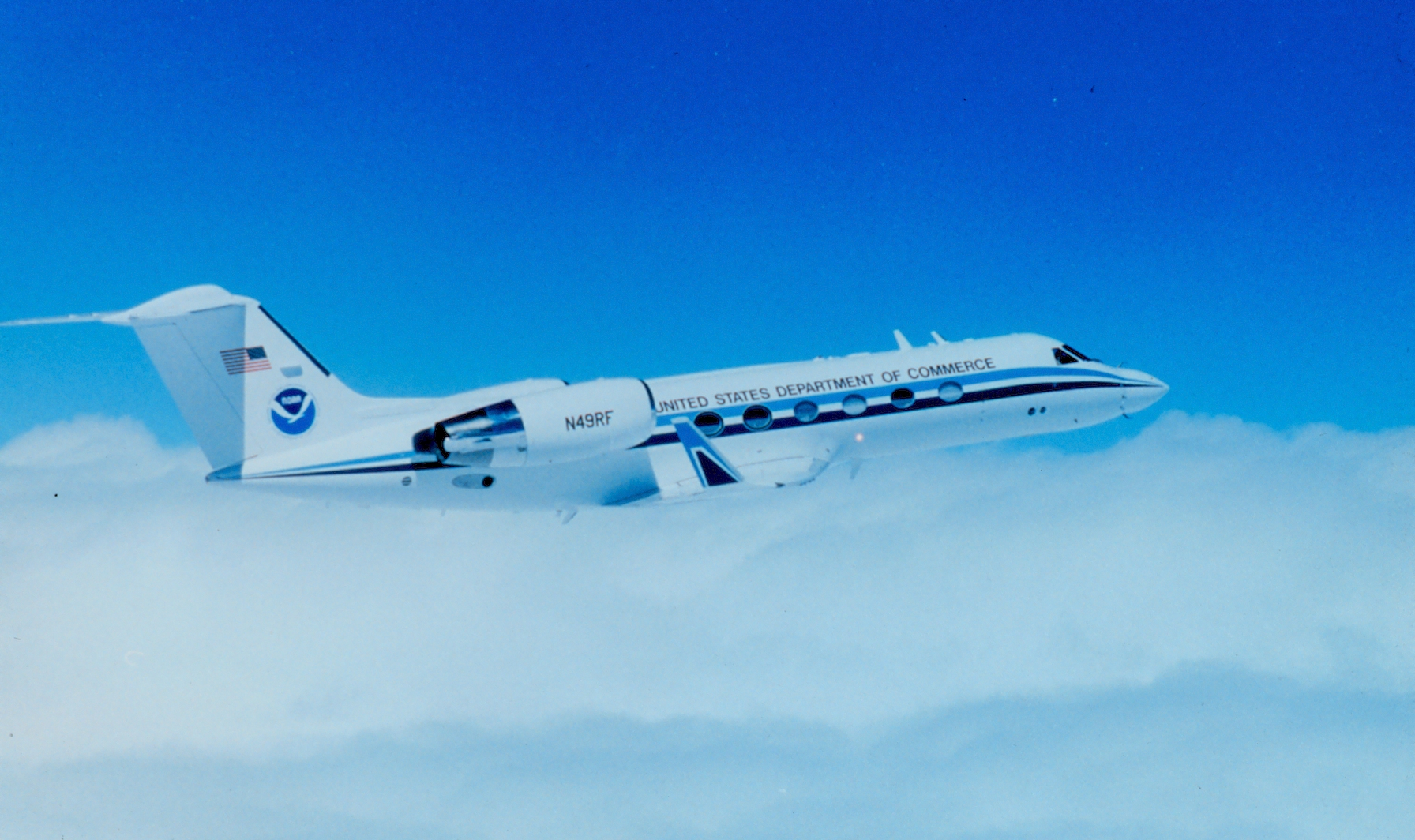
Gulfstream IV-SP NOAA

Maszyny Gulfstream IV-SP używane są przez Narodową Administrację Oceanu i Atmosfery USA (NOAA) i obok 5 innych typów biorą udział w badaniu niebezpiecznych zjawisk atmosferycznych, takich jak tornada i burze. Samoloty te zostały nabyte przez NOAA w roku 1997. Dzięki wysokiemu pułapowi oraz prędkości świetnie sprawdzają się one w wykonywaniu zadań w ramach Narodowego Centrum Huraganów (NHC).
Wersja użytkowana przez NOAA została wyposażona w sprzęt umożliwiający prowadzenie oraz analizę i natychmiastowe przesyłanie wyników pomiarów ruchów powietrza w rejonie huraganu. Służą temu przede wszystkim wyrzucane, swobodnie opadające sondy, wyposażone w nadajniki GPS.
Wystrzelona z pokładu GIV-SP sonda przekazuje do samolotu informacje o ciśnieniu, temperaturze i wilgotności w otaczającej ją atmosferze. Urządzenia na pokładzie samolotu dokonują dopplerowskich pomiarów sygnałów z nadajnika GPS sondy i dostarczają w ten sposób informacji o poziomych i pionowych wiatrach, które oddziałują na swobodnie opadającą sondę. Wyniki badań przeprowadzonych z użyciem sondy trafiają pod postacią depeszy TEMP-DROP do Narodowych Centrów Prognoz Środowiskowych (NCEP) i do Narodowego Centrum Huraganów.
W tego typu lotach uczestniczy załoga w znacznie szerszym składzie niż przy jakimkolwiek innym zastosowaniu GIV. Składa się ona z 2 pilotów i technika pokładowego, a także meteorologa, który jest zazwyczaj dysponentem maszyny, 3-osobowego zespołu operatorów sondy oraz technika systemu obrazowania dużych wysokości (HAPS), który jednak w ostatnich latach jest zastępowany przez dodatkowy komputer ze specjalnym oprogramowaniem.
Samolot wyposażony jest także w radar pogodowy Collins WXR-700C i system łączności satelitarnej, przez który kierujący misją meteorolog utrzymuje dodatkowy kontakt z Narodowym Centrum Huraganów, co jest ze względu na szczególny dynamizm badanych zjawisk pogodowych, który może wymagać zmian w harmonogramie zaplanowanej misji już w czasie jej trwania.
Ze względu na osiągi i wartość wyposażenia NOAA planuje ich eksploatację jeszcze przez wiele lat.

### S-102 Korpen
Szwecja posiada Gulfstream IV w dwóch wersjach. Pierwsza z nich to samolot służący do transportu osobistości, natomiast dogłębnie zmodyfikowany i specjalnie wyposażony wariant GIV-SP oznaczony jako S-102B Korpen (Szw.: Kruk) służy do teledetekcji i rozpoznania radioelektronicznego. 

Od roku 1971 Szwecja posiadała dwie francuskie Caravelle, które wykonywały misje związane z rozpoznaniem radioelektronicznym. Były to samoloty stale unowocześniane, jednakże po ponad 20 latach eksploatacji, Szwecja zaczęła szukać następcy dla tych maszyn. W 1995 zapadła decyzja o nabyciu dwóch samolotów Gulfstream IV. Dostarczone zostały również dwa samoloty o numerach seryjnych 102002 i 102004, które przeszły gruntowną przebudowę w celu dostosowania do nowych funkcji, jakie miały pełnić w lotnictwie szwedzkim.
Obydwie maszyny trafiły do jednostki w Maalmslatt, gdzie służyły w dywizji numer F16M. W 2002 zostały one przebazowane i obecnie operują z bazy w Uppsala. W czasie służby w Siłach Powietrznych Szwecji samoloty doczekały się nawet własnych imion - zostały ochrzczone "Hugin" i "Munin", tak jak para kruków Odyna.
W stosunku do maszyn typu Caravelle, Gulfstreamy charakteryzują się znacznie lepszymi osiągami, szczególnie jeżeli chodzi o pułap i długotrwałość lotu. Ich pierwszą operacją poza terytorium Szwecji była misja pokojowa NATO nad Morzem Adriatyckim. Cechą charakterystyczną S-102B Korpen jest podłużna gondola podwieszona pod przednią częścią kadłuba stanowiąca owiewkę, chroniącą anteny urządzeń rozpoznawczych. Na pokładzie samolotów znajduje się amerykański system TRW SIGINT, umożliwiający załodze przeszukiwanie i wykrywanie źródeł promieniowania elektromagnetycznego w zakresie od 2 MHz do 20 GHz.
Jedna z maszyn, w trakcie trwania trwającej w Syrii wojny domowej, operowała z międzynarodowego lotniska w Larnace w pobliżu wybrzeży Libii, Izraela, Egiptu i Syrii. Nieoficjalnie, do jej zadań należało między innymi zbieranie danych na temat radiolokatorów zestawów S-400 Triumf.

## Historia użycia
W 2007 firma Gulfstream Aerospace poinformowała, że samoloty z rodziny GIV, wyprodukowane do tego czasu w liczbie 535 egzemplarzy przekroczyły łącznie liczbę 3 milionów godzin w powietrzu.
Producent podsumowując 20 lat eksploatacji GIV przez przedsiębiorstwa, osoby prywatne i rządy z całego świata przedstawił jeden z najwyższych - aż 99,92% wskaźnik niezawodności jakim odznaczają się samoloty tej serii.

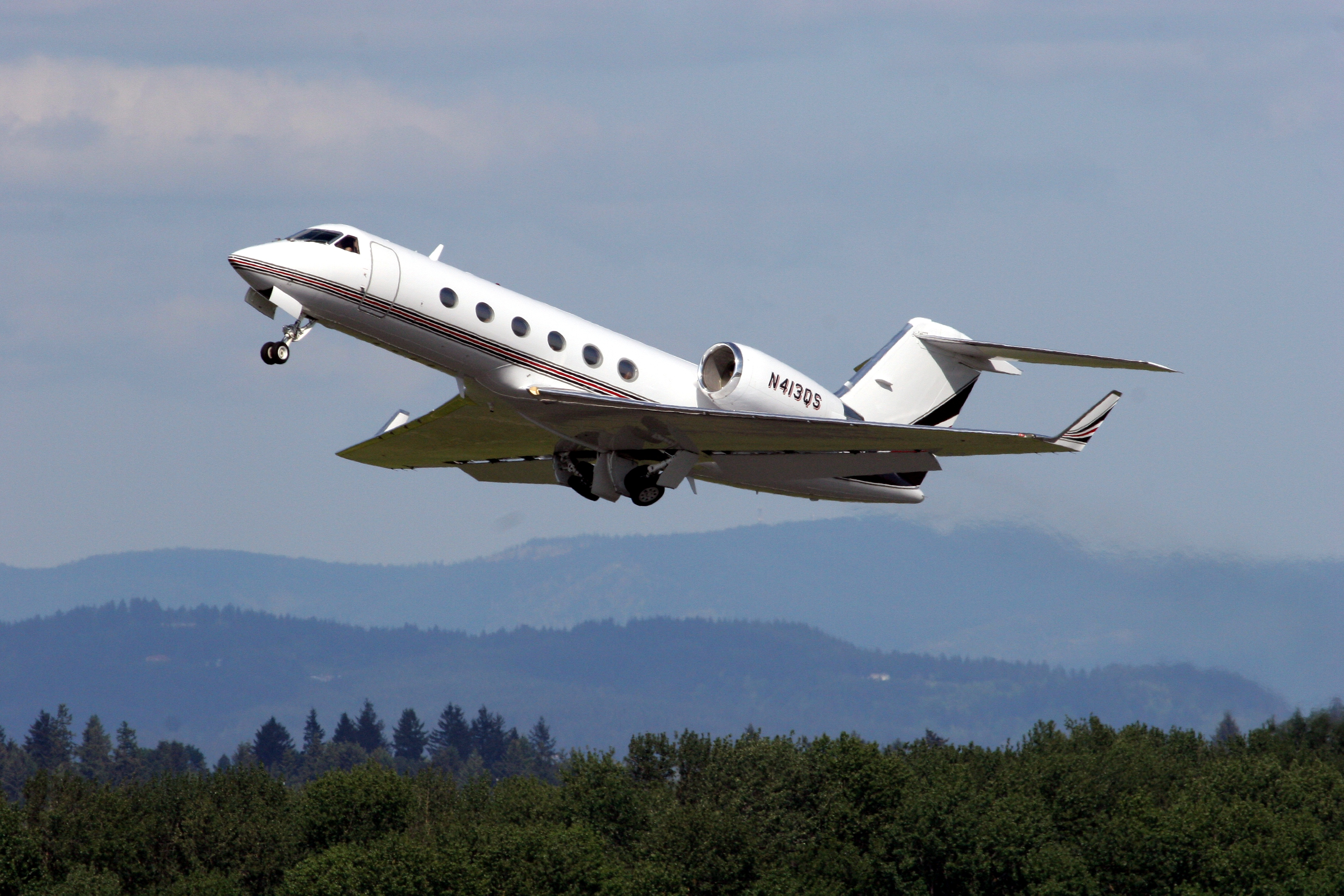
Startujący G400

### Użytkownicy
Zdecydowana większość samolotów Gulfstream IV używana jest w Stanach Zjednoczonych, służy tam zarówno we flocie rządowej, jak i korporacyjnej. Ponadto maszyny te zarejestrowane są również w 46 innych państwach całego świata. W Polsce aktualnie nie jest zarejestrowany żaden samolot tego typu, natomiast można w Polsce spotkać często samoloty tej marki pochodzące z innych krajów lub jedynie rejestrowane za granicą. Ze względu na niższą cenę znacznie popularniejsze są w Polsce samoloty odrzutowe Cessna (często wcześniej używane w USA). W rejestrze są także Bombardier i Learjet.
Gulfstream IV ze względu na znakomite osiągi i bardzo wysoki komfort powszechnie wykorzystywany jest przez rządy i siły powietrzne następujących państw:
1. Botswana - 1 samolot w wersji G-IV o numerze bocznym OK2 (numer seryjny 1173) używany jest przez Siły Powietrzne Botswany do transportu osobistości, równolegle z samolotem Global Express OK1.
2. Brunei - Sułtan Brunei używa jednego samolotu G-IV jako osobistego odrzutowca[16].
3. Chile - Siły Powietrzne Chile używały 4 samolotów G-IV do transportu dowódców i osobistości. Obecnie w eksploatacji jest jedna sztuka - numer ogonowy 911 (numer seryjny 1089)
4. Wybrzeże Kości Słoniowej - W Wybrzeżu Kości Słoniowej służy jeden rządowy G-IV i jeden G-III
5. Egipt - Siły Powietrzne Egiptu posiadają cztery maszyny GIV-SP, które służą do transportu dowódców oraz osobistości.
6. Irlandia - Korpus Lotniczy Irlandii wykorzystuje jednego G-IV do transportu osobistości.
7. Japonia - 5 samolotów G-IV wchodzi w skład floty japońskich Sił Obrony Powietrznej, gdzie służą do transportu osobistości. Mają one wojskowe oznaczenie U-4.
8. Malezja - G-IV jest osobistym odrzutowcem sułtana stanu Johor.
9. Holandia - Królewskie Siły Powietrzne Holandii używają jednego samolotu G-IV o numerze bocznym V-11 to transportu osobistości oraz dowódców na potrzeby wojska.
10. Arabia Saudyjska - Saudyjskie Ministerstwo Finansów i Gospodarki dysponuje jednym samolotem G300, którego używa minister w czasie podróży zagranicznych. W tym kraju zarejestrowanych jest także 8[17] innych maszyn z rodziny G-IV, które wykorzystywane są przez linie lotnicze Saudi Arabian Airlines[18] a także przez tamtejszych szejków w podróżach prywatnych.
11. Szwecja - Szwedzkie Siły Powietrzne posiadają 4 egzemplarze G-IV, 2 oznaczone jako Tp-102 oraz2 jako S-102. S-102 wykorzystywane są do celów rozpoznawczych, podczas gdy Tp-102 służą do transportu członków rodziny królewskiej i rządu.
12. Turcja - Dwa egzemplarze samolotu znajdują się na stanie Sił Powietrznych Turcji. Gulfstream o numerze bocznym 001, zarejestrowany jako TC-GAP wraz z samolotem innym G-IV o numerze bocznym 12-003 wykorzystywane są do transportu osobistości i dowódców na potrzeby rządu i wojska. Trzeci samolot TC-ATA jest cywilnym samolotem rządowym, także używanym przez władze Turcji[19].
13. Pakistan- W Siłach Powietrznych Pakistanu służy jeden GIV-SP (J-755) i jeden G450 (J-756)[20].
14. Uganda - W Ugandzie służy jeden Gulfstream G-IV, wykorzystywany jako samolot prezydencki.
15. USA - W Stanach Zjednoczonych jest aktualnie 5 rządowych użytkowników G-IV. Są to:

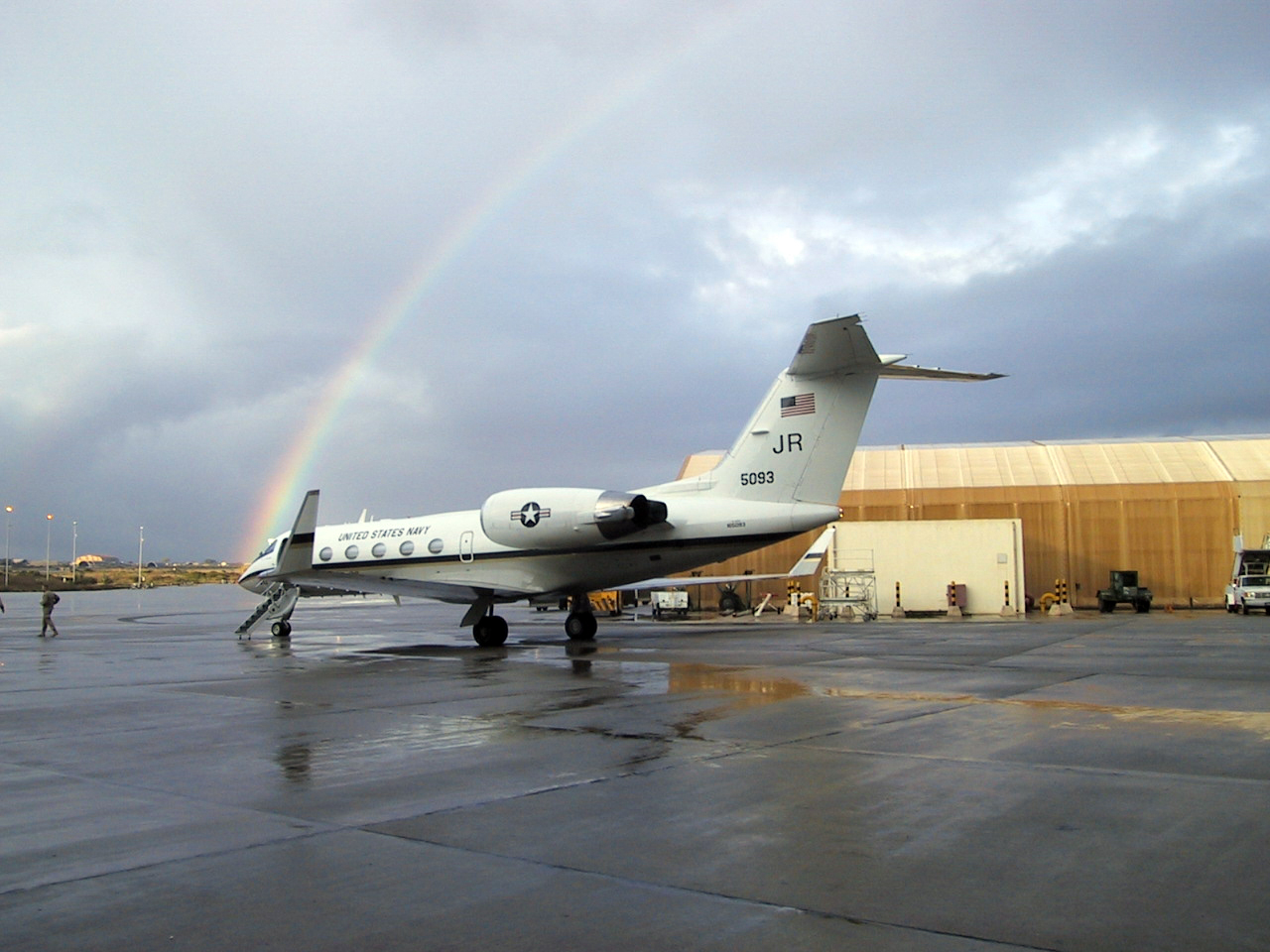
C-20G US Navy

1. - Siły Powietrzne
  - US Army
  - Marynarka Wojenna
  - Korpus Piechoty Morskiej
  - NOAA

### Eksploatacja w Szwecji
Siły Powietrzne Szwecji borykają się z wieloma poważnymi problemami związanymi z używaniem samolotów Gulfstream IV w transporcie osobistości i z sytuacją panującą w jednostce wojskowej odpowiedzialnej za ich użytkowanie. W roku 2009 podczas lotu minister handlu Ewy Bjoerling podróżującej do Nigerii doszło do nagłej dehermetyzacji kabiny, w wyniku czego minister doznała uszkodzenia bębenków uszu. Załoga wykonała awaryjne zejście na mniejszą wysokość, podczas gdy pasażerowie musieli skorzystać z masek pokładowej instalacji tlenowej.
Incydenty związane z eksploatacją Sp-102 (G-IV) w Szwecji odsłoniły także dużą skalę nieprawidłowości i łamania procedur związanych z lotami tych maszyn. W wyniku wypadku do którego doszło 27 kwietnia 2010, podczas powrotu z Afganistanu naczelnego dowódcy sił zbrojnych Szwecji Sverkera Göransona uszkodzony został jeden ze szwedzkich Gulfstreamów, który musiał zostać rozłożony i przetransportowany na naprawę do USA. Załoga samolotu została zmuszona do lotu do Afganistanu, bez odpowiedniego wyposażenia przez dowództwo, wbrew rekomendacjom macierzystej jednostki.
W lutym 2010, przy okazji badania dymu, który pojawił się w kabinie, wyszło na jaw, że pilot nie posiadał aktualnych badań lekarskich. Pilot oraz dowódca jednostki zostali zwolnieni z pracy.